# Agorànom
Agorànom (grec antic: ἀγορανόμος) era el nom d'un funcionari públic que tenien molts estats de l'antiga Grècia. Feia les funcions equivalents als edils a l'antiga Roma. L'ofici era considerat un dels més honorables als estats grecs i sovint era recompensat amb corones, segons algunes inscripcions. Tant Esparta com Atenes van tenir agorànoms.
Els agorànoms espartans són pocs coneguts. Van ocupar el lloc dels antics empeloris (ἐμπέλωροι) cap al segle ii aC i van formar un col·legi (συναρχία, sinargia 'govern conjunt') amb un dirigent al seu front, que s'anomenava πρέσβυς (présbis 'ancià, savi').
Els agorànoms atenencs eren magistrats regulars, en nombre de cinc per la ciutat i cinc més pel Pireu, i eren escollits per sorteig, un de cada tribu, encara que Valeri Harpocració diu que eren 20, quinze per la ciutat i 5 pel Pireu, però sembla erroni.
Les seves tasques principals eren les inspeccions als mercats, vetllaven per la correcta aplicació de les regulacions legals i inspeccionaven la correcta aplicació de les lleis del comerç. Feien inspeccions als mercats públics de totes les coses que es venien, a excepció del blat, que tenia uns inspectors especials, els sitofilaces (σιτοφύλακες). Es dedicaven a controlar el comerç minorista, ja que el comerç a l'engròs tenia els seus propis funcionaris. Regulaven el preu i la quantitat de tots els productes que s'introduïen al mercat i castigaven les persones que usaven pesos i mesures falses, condemnant-los a diverses penes, generalment multes. Cuidaven també els temples i fonts del mercat i rebien els impostos que els estrangers estaven obligats a pagar per exposar a la venda els seus productes. També controlaven la prostitució i fixaven el preu de la llicència que havien de tenir les prostitutes, encara que l'enciclopèdia Suides diu que en fixaven el preu del servei, cosa que no sembla certa. Les seves funcions s'assemblaven a les dels astinoms, encara que reduïdes als mercats. Sota l'imperi romà, els agorànoms eren anomenats λογισταί.